# Панченко Григорій Михайлович
Григорій Михайлович Панченко (нар. 28 травня 1948, село Савинці, тепер Срібнянського району Чернігівської області) — український діяч, виконувач обов'язків голови Чернігівської обласної державної адміністрації.

## Біографія
У березні — грудні 1969 р. — агроном колгоспу імені Горького села Олексинці Срібнянського району Чернігівської області.
У грудні 1969 — червні 1971 р. — завідувач відділу Срібнянського районного комітету ЛКСМУ Чернігівської області.
Член КПРС.
У червні 1971 — серпні 1973 р. — голова Олексинської сільської ради Срібнянського району Чернігівської області.
У 1973—1977 р. — слухач Одеської вищої партійної школи.
У серпні 1977 — вересні 1987 р. — інструктор, завідувач відділу, 2-й секретар Срібнянського районного комітету КПУ Чернігівської області.
У 1980—1983 р. — студент Української сільськогосподарської академії, здобув фах економіста-організатора сільськогосподарського виробництва.
У вересні 1987 — липні 1990 р. — інструктор, завідувач сектору Чернігівського обласного комітету КПУ.
У липні 1990 — травні 1992 р. — голова виконавчого комітету Козелецької районної ради депутатів трудящих Чернігівської області. У травні 1992 — березні 1994 р. — Представник Президента України в Козелецькому районі.
У березні — вересні 1994 р. — заступник голови Чернігівської обласної державної адміністрації з питань агропромислового комплексу.
У вересні 1994 — січні 1996 р. — заступник голови «Чернігівоблагрохіму». У січні 1996 — серпні 1998 р. — заступник начальника управління агропромислового комплексу Чернігівської облдержадміністрації.
У серпні 1998 — лютому 2000 р. — голова Козелецької районної державної адміністрації Чернігівської області.
У лютому 2000 — 2002 р. — 1-й заступник голови Чернігівської обласної державної адміністрації. Член Аграрної партії України, голова Чернігівської обласної організації Аграрної партії України.
З 15 листопада по 26 грудня 2002 року Указом Президента Панченко Григорій Михайлович був призначений виконуючим обов'язки голови Чернігівської обласної державної адміністрації.
У 2002—2006 р. — депутат Чернігівської обласної ради. Працював начальником Управління харчової та переробної промисловості Чернігівської обласної державної адміністрації. Член Партії промисловців і підприємців України.
Потім — на пенсії.
Державний службовець 3-го рангу (.03.2000).